# Чемпионат Кыргызстана по самбо 2022
Чемпионат Кыргызстана по самбо 2022 года прошёл в городе Бишкек 4-6 февраля. В соревнованиях приняли участие более спортсменов. Были выявлены сильнейшие по спортивному самбо среди мужчин и женщин и по боевому самбо среди мужчин. Соревнования прошли во Дворце спорта имени Каба уулу Кожомкула.

## Медалисты

### Спортивное самбо

#### Мужчины
| Весовая категория | Золото                                     | Серебро                                          | Бронза                                                                     |
| ----------------- | ------------------------------------------ | ------------------------------------------------ | -------------------------------------------------------------------------- |
| 53 кг             | Кималь Оболбеков (Алга Каракол)            | Султанбай у Кайрат (КГАФКиС)                     | Жолдош Батыбеков (Заря Свердловский СДЮШОР) Аман Батырбеков (Алга Каракол) |
| 58 кг             | Арген Данапияев (Алга Каракол)             | Нургазы Жанбосунов (Свердловский СДЮШОР)         | Азатбек Матраимов (г. Ош) Бекболот Султанбеков (Боконбай Ыссык-Кол)        |
| 64 кг             | Белек Бараканов (г. Чолпон-Ата)            | Самарбек Турдумаматов (Заря Свердловский СДЮШОР) | Байгазы Султангазиев (г. Чолпон-Ата) Бексултан Бекбердиев (кг АФИКиС)      |
| 71 кг             | Максатбек у Медербек (Свердловский СДЮШОР) | Феликс Уланбеков (Погран Войска)                 | Алай Сартов (Департамент Охраны) Давлятжан Купаев (СК Рахатбекова)         |
| 79 кг             | Абдувахап Абдуллаев (Ош УВД)               | Айдос Алиев (Ош)                                 | Бексултан Султанов (Ош) Абдыкерим у Сыймык (Департамент Охраны)            |
| 88 кг             | Асылбек у Жамалбек (Токтогул)              | Артур Сансызбеков (Заря Свердловский СДЮШОР)     | Максымбек Нарматов (СК Рахатбекова) Ишен Аманов (Боконбай Ыссык-Кол)       |
| 98 кг             | Турарбек Жолдошказиев (Токтогул)           | Айбек Акимов (Чуй)                               | Адил у Алымбек (Ош) Искендер Саралаев (Чолпон-Ата)                         |
| Свыше 98 кг       | Бекболот Токтогонов (Талас)                | Алтынбек Абдыкасымов (Алга Каракол)              | Алишер Мансуров (Чолпон-Ата) Орозбек Алмазбеков (СК Барс)                  |

### Боевое самбо
| Весовая категория | Золото                              | Серебро                            | Бронза                                                                   |
| ----------------- | ----------------------------------- | ---------------------------------- | ------------------------------------------------------------------------ |
| 53 кг             | Раатбек Нурмаматов (Кызыл-Кия)      | Тимур Аскарбеков (Ош)              | Сыймык Адылбеков (КНУ)                                                   |
| 58 кг             | Нурлан у Эрбол (г. Ош)              | Усон у Мурзабек (Кызыл-Кия)        | Уланбек у Арсен (Джалал-Абад)                                            |
| 64 кг             | Саяк Бараканов (г. Чолплн-Ата)      | Жолдошбек Балбаев (СОБР МВД)       | Чынгыз Бекматов (Джалал-Абад) Туратбек у Адил (г. Бишкек)                |
| 71 кг             | Алай Умотов (г. Ош)                 | Замирбек у Курманбек (Джалал-Абад) | Жаныбек у Сыймык (СК Барс) Турусбек у Байаман (Заря Свердловский СДЮШОР) |
| 79 кг             | Карыяев Дайырбек (Ленинский СДЮШОР) | Заиров Ырысбек (СОБР МВД)          | Ашым у Бакдоолот (СОБР МВД) Сапарбек у Эрназар (Нарын)                   |
| 88 кг             | Эркебай у Бектен (Ош)               | Нурсултан Тайлаков (Джалал-Абад)   | Бектур Идрисов (Джалал-Абад) Суйутбек у Билимбек (Чолпон-Ата)            |
| 98 кг             | Жээмырзаев Бекназар (Джалал-Абад)   | Керимбеков Бекболсун (Джалал-Абад) | Пирматов Максат (СОБР МВД) Тынчтыкбек у Бекболсун (Ош)                   |
| Свыше 98 кг       | Нуралиев Таласбек (Джалал-Абад)     | Ырысбаев Кубанычбек (СОБР МВД)     | Афтандиль у Калысбек (СК Барс) Бактыбек у Исламбек (Кызыл-Кыя)           |

#### Женщины
| Весовая категория | Золото                                | Серебро                                | Бронза                                                                         |
| ----------------- | ------------------------------------- | -------------------------------------- | ------------------------------------------------------------------------------ |
| 50 кг             | Абдумалик к Самара (Ленинский СДЮШОР) | Айтпозова Айжан (Свердловский СДЮШОР)  | Токтобаева Алмагул (Заря Свердловский СДЮШОР) Казакбаева Акылай (Чуй)          |
| 54 кг             | Канышай Аманкулова (Ленинский СДЮШОР) | Усон к Акак (Ленинский СДЮШОР)         | Сабина Жаанбекова (Заря Свердловский СДЮШОР) Аяна Рыскулова (Тайманбас СДЮШОР) |
| 59 кг             | Элза Абдыкарова (Ленинский СДЮШОР)    | Бекмырза к Шайида (Октябрьский СДЮШОР) | Жаныбек к Сабрина (Тайманбас СДЮШОР) Улара Карыпбекова (г. Токмок)             |
| Свыше 80 кг       | Мусаева Элла (г. Чолпон-Ата)          | Таштанбек к Жанар (КНУ)                | Заипова Айкол (КНУ)                                                            |